# Первая баскетбольная лига
Первая баскетбольная лига (PBL) (англ. Premier Basketball League) — бывшая американская профессиональная баскетбольная мужская лига. Лига прекратила существование после сезона 2017 года, преемником стала Баскетбольная лига (TBL).

## История
Лига образована в январе 2008 года. В лиге выступало 10 команд в сезоне 2007/08, 30 – в 2008/09, 9 – в 2009/10, 8 – 2010/11 и 11 – с 2011/12.

## Команды
| Команда                       | Город                               | Арена (вместимость)                                            |
| ----------------------------- | ----------------------------------- | -------------------------------------------------------------- |
| Центральный Иллинойс Драйв    | Блумингтон (Иллинойс)               | U.S. Cellular Coliseum (7,000)                                 |
| Чарлстон Ганнерз              | Сент-Олбанс (Западная Виргиния)     | St. Albans High School                                         |
| Чикаго Мускл                  | Палатайн (Иллинойс)                 | Harper College                                                 |
| Дейтон Эйр Страйкерз          | Кеттеринг (Огайо)                   | James S. Trent Arena (3,600)                                   |
| Индиана Дизелз                | Коламбус (Индиана)                  | Ceraland Park                                                  |
| Лэйк Мичиган Эдмиралз         | Беррьен-Каунти (Мичиган)            | Lake Michigan Catholic High School и Benton Harbor High School |
| Северо-западная Индиана Старз | Краун-Пойнт (Индиана)               | On the Square Sports Academy                                   |
| Рочестер Рэйзоршаркс          | Рочестер (Нью-Йорк)                 | Blue Cross Arena (12,428)                                      |
| Сок-Вэлли Предаторз           | Северо-Западный Иллинойс (Иллинойс) | Разные                                                         |
| Скрентон/Уилкз-Бэйрр Стимерз  | Скрентон (Пенсильвания)             | Lackawanna College Union Center (2,500)                        |
| Сент-Луис Феникс              | Нормандия (Миссури)                 | Normandy High School                                           |

## Призы

### MVP
- 2007/08: Джереми Белл («Арканзас Импэкт»)
- 2008/09: Кейт Фрил («Рочестер Рэйзоршаркс»)
- 2009/10: ДеЭнтони Боуден («Лоутон-Форт Силл Кэвэлри»)
- 2010/11: Куиннел Браун («Квебек Кебз»)

### MVP плей-офф
- 2007/08: Кейт Фрил («Рочестер Рэйзоршаркс»)
- 2008/09: Кейт Фрил и Сэмми Монро (оба «Рочестер Рэйзоршаркс»)
- 2009/10: Элвин Мимз («Лоутон-Форт Силл Кэвэлри»)
- 2010/11: Мелвин Кунсил («Рочестер Рэйзоршаркс»)

### Тренер года
- 2007/08: Род Бэйкер («Рочестер Рэйзоршаркс»)
- 2008/09: Терри Сэйр («Батл-Крик Найтз») и Род Бэйкер («Рочестер Рэйзоршаркс»)
- 2009/10: Майкл Рэй Ричардсон («Лоутон-Форт Силл Кэвэлри»)
- 2010/11: Роб Спон («Квебек Кебз»)

### Шестой игрок года
- 2008/09: Алекс Харпер («Уилмингтон Си Догз»)
- 2009/10: Мелвин Кунсил («Рочестер Рэйзоршаркс»)
- 2010/11: Эдди Смит («Лоутон-Форт Силл Кэвэлри»)

### Лучший оборонительный игрок года
- 2008/09: Джонас Пьерр («Квебек Кебз») и Эл Стюарт («Манчестер Миллрэтс»)
- 2009/10: Эрик Круршэнк («Галифакс Рэйнмен»)
- 2010/11: Эрик Круршэнк («Галифакс Рэйнмен»)

### Новичок года
- 2009/10: Эрик Гилкрис («Манчестер Миллрэтс»/«Галифакс Рэйнмен»)
- 2010/11: Тодд МакКой («Рочестер Рэйзоршаркс»)

### Новинка года
- 2008/09: Эй-Джей Мильен («Огаста Грув»/«Галифакс Рэйнмен»)
- 2009/10: Скутер Шеррилл («Мэриленд Гринхоукс»)
- 2010/11: Кенни Джонз («Кентукки Блюграсс Стйэллионз»)

## Финалы
- 2007/08: Рочестер Рэйзоршаркс 142–112 Арканзас Импэкт*
- 2008/09: Батл-Крик Найтз 115–152 Рочестер Рэйзоршаркс*
- 2009/10: Лоутон-Форт Силл Кэвэлри 2–1 Рочестер Рэйзоршаркс**
- 2010/11: Лоутон-Форт Силл Кэвэлри 1–2 Рочестер Рэйзоршаркс**
- 2011/12: Центральный Иллинойс Драйв 2–1 Рочестер Рэйзоршаркс**

* проводился один финальный матч в Blue Cross Arena
** финал проходил в серии матчей до двух побед